# هانو بهرنس
هانو بهرنس (انگلیسی: Hanno Behrens؛ زادهٔ ۲۶ مارس ۱۹۹۰) بازیکن فوتبال اهل آلمان است.
از باشگاه‌هایی که او در آن بازی کرده‌، می‌توان به باشگاه فوتبال دارمشتات ۹۸، باشگاه فوتبال نورنبرگ، و باشگاه فوتبال هامبورگ اشاره کرد.